# Оскар Кристанов
Оскар Цветанов Кристанов е български режисьор и сценарист на документални филми.

## Биография
Роден е в град Москва на 21 август 1937 г. Син е на дерматолога Цветан Кристанов. Учи две години кинорежисура в Полша, после завършва Филмовия и телевизионен факултет на Академията за сценични изкуства в Прага. През 1964 г. започва работа в Студията за научнопопулярни и документални филми. Автор е на около 30 документални филма.
От първия си брак с актрисата Илка Зафирова има дъщеря – преводачката Неда Кристанова. От втория си брак с актрисата Ина Попова има син. 
Умира на 9 февруари 2010 г.

## Филмография (частична)
Като режисьор
- Зачеркнатият класик (2006), 48’ – сърежисьор Коста Биков, сц. Оскар Кристанов, за Иван Пенков
- Едуард Захариев и документалното кино (2001), 35’ – сц. Георги Стоянов и Оскар Кристанов
- Вапцаров – Фернандес (1992)
- Акира Куросава (1988), 50’ – сц. Тома Томов и Маргит Саръиванова
- Ахмед (1984)
- Кишо Курокава (1983), 17’ – съвместно с Павел Васев и Михаил Венков
- Хосе Санча (1980), 45’ – сърежисьор Павел Васев, сц. Павел Васев
- Вечният музикант (1979), 19’ – сц. Христо Илиев – Чарли, за Александър Керков
- Надвечер (1976), 21’ – сц. Христо Илиев – Чарли, за ежедневието на село Бранковци
- Въздухът (1975), 38’ – сц. Христо Цачев
- Ятаци (1974), 28’ – сц. Христо Илиев – Чарли и Тодор Монов
- Майсторът (1972), 20’ – сц. Христо Илиев – Чарли, Тодор Монов и Оскар Кристанов
- Дядовци
- Човещина
- Люпилнята (1965)

Като сценарист
- Зачеркнатият класик (2006) – сърежисьор Коста Биков, сц. Оскар Кристанов
- Едуард Захариев и документалното кино (2001) – сц. Георги Стоянов и Оскар Кристанов
- Майсторът (1972) – сц. Христо Илиев – Чарли, Тодор Монов и Оскар Кристанов

## Награди
- Награда за цялостно творчество на XVI Фестивал на българския неигрален филм „Златен ритон“, Пловдив, 1–7 октомври 2007[8]
- Награда на Съюза на българските филмови дейци за филма „Хосе Санча“ (1980)[4]
- Специалната награда на журито от филмовия фестивал в Лил за филма „Хосе Санча“ (1980)[4]
- „Златен ритон“ за филма „Вечният музикант” (1979)[9]
- „Сребърен гълъб“ от Фестивала за документални филми в Лайпциг за филма „Вечният музикант” (1979)[9]
- Специалната награда на журито от филмовия фестивал в Лил за филма „Вечният музикант” (1979)[9]
- Награда на критиката от Фестивал на българския неигрален филм „Златен ритон“ в Пловдив за филма „Надвечер“ (1976)[4]
- Награда на Съюза на българските филмови дейци за филма „Надвечер“ (1976)[4]
- Специалната награда от Фестивала за документални филми в Лайпциг за филма „Въздухът“ (1975)[4]
- I награда за филма „Въздухът“ (1975) в Кюстендил[4]
- „Златен ритон“ за филма „Ятаци“ (1974)[9]
- II награда за филма „Ятаци“ (1974) в Кюстендил
- I награда за документален филм на Фестивала на българския филм (Варна) за филма „Ятаци“ (1974)[4]
- Диплом от Фестивала за документални филми в Лайпциг за филма „Ятаци“ (1974)[4]
- Награда на критиката на Фестивала на българския филм (Варна) за филма Люпилнята (1965)[4]